# (100564) 1997 GU27
(100564) 1997 GU27 es un asteroide perteneciente al cinturón de asteroides, descubierto el 9 de abril de 1997 por Paul G. Comba desde el Observatorio de Prescott, Arizona, Estados Unidos.

## Designación y nombre
Designado provisionalmente como 1997 GU27.

## Características orbitales
1997 GU27 está situado a una distancia media del Sol de 3,120 ua, pudiendo alejarse hasta 3,277 ua y acercarse hasta 2,963 ua. Su excentricidad es 0,050 y la inclinación orbital 15,40 grados. Emplea 2013,83 días en completar una órbita alrededor del Sol.
El próximo acercamiento a la órbita terrestre se producirá el 18 de junio de 2176.

## Características físicas
La magnitud absoluta de 1997 GU27 es 14,7.